# Staunton on Wye
Staunton on Wye est une paroisse civile et un village du Herefordshire, en Angleterre.